# Chase (band)
Chase is een Amerikaanse jazzrockband. Ze staan vooral bekend om hun hitsingle Get It On (1971).

## Bezetting
- Alan Ware (trompet, zang)
- Angel South (gitaar)
- Bill Chase (trompet, zang)
- Dartanyan Brown (basgitaar, achtergrondzang)
- Dennis Johnson (basgitaar)
- GG Shinn (leadzang)
- Jay Burrid (drums, percussie)

- Jay Sollenberger (trompet)
- Jerry van Blair (trompet, zang)
- Jim Oatts (trompet)
- Jim Peterik (gitaar)
- John Emma (gitaar)
- John Palmer (gitaar)

- Phil Portier (toetsen)
- R. Gary Smith (drums)
- Ted Piercefield (trompet, zang)
- Terry Richards (leadzang)
- Tom Gordon (drums)
- Wally Yohn (toetsen)

## Geschiedenis
Chase werd in 1970 geformeerd door Bill Chase, Ted Piercefield, Alan Ware en Jerry Van Blair, allemaal ervaren jazztrompettisten die ook bedreven waren in zang en arrangeren. Ze werden ondersteund door een ritmesectie bestaande uit Phil Porter op toetsenborden, Angel South (geboren als Lucien Gondron uit Port Arthur (Texas)) op gitaar, Dennis Johnson op bas en Jay Burrid (geboren John Mitthauer) op percussie. De band werd gecompleteerd met Terry Richards, die op het eerste album als leadzanger te horen was. In april 1971 bracht de band hun debuutalbum Chase uit met het bekendste nummer Get It On, uitgebracht als een single die 13 weken in de Billboard Hot 100 stond, beginnend in mei 1971 en uiteindelijk piekte op #24 in juli van dat jaar. De band ontving een «Best New Artist» Grammy Award-nominatie, maar werd gepasseerd door Carly Simon. 1971 bleek de meest vruchtbare van de band te zijn met televisiespots bij de The Tonight Show en Tommy Smothers Organic Prime Time Space Ride. WBBM uit Chicago bracht een 1/2 uur durende special met de band, maar werd alleen uitgezonden rond de omgeving van Chicago. Optredens op zowel het Kansas City Jazz- als het Newport Jazz Festival verhoogden de populariteit van de band.
Chase bracht hun tweede album Ennea uit in maart 1972. De titel van het album is het Griekse woord voor negen, een verwijzing naar de negen bandleden. De oorspronkelijke bezetting veranderde halverwege de opnamesessies, waarbij Gary Smith het drumwerk overnam en G.G. Shinn Terry Richards verving met leadzang. Hoewel het eerste Chase-album bijna 400.000 exemplaren verkocht, werd Ennea niet zo goed ontvangen door het publiek. Alleen So Many People kreeg wat airplay. Na een langere onderbreking kwam Chase begin 1974 opnieuw uit met de publicatie van hun derde album Pure Music. Met een nieuwe bezetting, maar met behoud van de vier-trompet sectie onder leiding van Bill Chase, ging de band verder van het rockidioom en werd er meer gefocust op jazz. Sommige van de nummers werden geschreven door Jim Peterik van de Ides of March, die ook zingt op twee nummers op het album met achtergrondzanger en bassist Dartanyan Brown.

## Vliegtuigongeluk
Chase's werk aan een vierde studioalbum medio 1974 eindigde op 9 augustus 1974. Terwijl hij op weg was naar een gepland optreden op de Jackson County Fair in Minnesota, overleed Bill Chase op 39-jarige leeftijd bij het vliegtuigongeluk met een gecharterde tweemotorige Piper Twin Comanche in Jackson (Minnesota). Verdere slachtoffers waren, samen met de piloot en een vrouwelijke metgezel, toetsenist Wally Yohn, drummer Walter Clark en gitarist John Emma. In 1977 nam een Chase-tributeband (voornamelijk samengesteld uit de oorspronkelijke bezetting en een toegevoegde Walt Johnson) een album op met de titel Watch Closely Now. In 2014 werd Chase ingewijd in de Iowa Rock 'n' Roll Hall of Fame.

## Tegenwoordig
Bassist Dartanyan Brown is nu muziekdocent aan de faculteit Marin Academy in San Rafael (Californië). Trompettist Jim Oatts is lid van de adjunct-faculteit van het Simpson College in Iowa. Het album Chasing my Dream van trompettist en zanger Ted Piercefield zal worden opgenomen op de soundtrack van de film Where Heaven and Hell Collide uit 2016. Drummer John 'Jay Burrid' Mitthaur woont in San Antonio (Texas), waar hij met lokale bands speelt. De hoofdzanger op Ennea, G.G. Shinn, overleed op 7 augustus 2018 na een lange ziekte in Monroe (Louisiana).

## Discografie
- 1971: Chase
- 1972: Ennea
- 1974: Pure Music